# 元素分析
元素分析（げんそぶんせき）は、化学物質を構成する元素の種類と構成比率を決定する手法のことをいう。
化学物質はすべて元素からできているので、構成する元素の種類と量を決定することはきわめて重要である。元素分析には様々な方法が存在するが、有機合成の分野では以下に記す燃焼法（燃焼分析）を指すのが一般的である。また、無機化合物には、主にICP-AES(原子発光分析法)、ICP-MS(質量分析法)，ESCA、SIMS、EPMAなどの手法が用いられる。

## 有機物
有機物の精密な元素分析には、リービッヒ、デュマ、プレーグルらによって開発された燃焼法が一般的に用いられる。まずサンプルを酸素を混合したヘリウム気流下で、高温に加熱し（酸化炉）、構成元素のうち炭素はCO2、窒素はNOx、硫黄はSOx、水素はH2Oに変換する。このガスを別の炉（還元炉）に移し、Cu存在下加熱するとNOxが還元されてN2となる。このCO2、N2、H2Oを定量することによって、それぞれの元素の比率を算出する。したがって酸素は直接測定できない。また、燃焼して気化しない元素は灰分として残る。
燃焼法による元素分析には数mg程度の量が必要な上、燃焼させた試料は失われるため、貴重な物質の分析には向いていない。しかし、アメリカ化学会の発行する雑誌に新たな有機化合物を発表する場合は、0.4%以内の誤差で計算値と一致する元素分析のデータを添付しなければならない。そういった場合は、高精度の質量分析データ (HRMS) と、NMRスペクトルやクロマトグラフィーなどの純度を示すデータを、ともに提出する方法が、燃焼法の代わりに用いられる。

## 無機物

### 溶液
- ICP-AES，ICP-MSはほぼあらゆる元素を高感度で分析することができるが、一般に溶液でないと測定できない。
- AASは一般にICPより微量域で高感度であるが、高濃度域で感度低下を生じる。試料を溶液にしないと測定できない。

### 固体
- ESCAはあらゆる元素を検出できるが、試料は固体に限られ、また定量性もあまりよくない。
- EPMA (EDX、WDX) は、B以降より重い元素について分析可能であり、重元素になるほど高感度・高精度になる。またX-Y方向で元素濃度のマップを描くことも可能である。試料は固体に限られる。
- スパーク放電OESは微量元素には高感度であり、且つ多元素を同時に測定できるが、高濃度域では感度低下を示す。導電性のある固体でないと測定できない。
- SIMSは非常に高感度であり、同位体の分析も可能である。また深さ(Z)方向に元素濃度のプロファイルを描くことも可能である。しかし、X-Y方向で元素マップは作成できず、元素のフラグメンテーションについての経験と知識が必要である。